# هاوارد موریس
هاوارد موریس (انگلیسی: Howard Morris؛ ۴ سپتامبر ۱۹۱۹ – ۲۱ مهٔ ۲۰۰۵) هنرپیشه و کارگردان اهل ایالات متحده آمریکا بود. وی بین سال‌های ۱۹۴۶ تا ۲۰۰۵ میلادی فعالیت می‌کرد.
از فیلم‌هایی که وی در آن‌ها نقش داشته است، می‌توان به پروفسور دیوانه، شلپ شلوپ، اضطراب بالا، آخر خط، کت و شلوار بستنی شگفت‌انگیز و آب را نخورید اشاره نمود.